# 2457 Rublyov
2457 Rublyov este un asteroid din centura principală, descoperit pe 3 octombrie 1975 de Liudmila Cernîh.